# Ріе Міядзава
Ріе Міядзава (1 квітня 1973, Токіо, Японія) — японська акторка.

## Вибіркова фільмографія
- Тоні Такітані (2004)
- Квітка (2006)